# Pielenhofen
Pielenhofen é um município da Alemanha, situado no distrito de Ratisbona, no estado da Baviera. Tem 13,25 km² de área, e sua população em 2019 foi estimada em 1.620 habitantes.